# Sydfald
Sydfald (tysk: Südfall) er en nordfrisisk hallig, beliggende mellem øerne Nordstrand og Pelvorm og nord for halvøen Ejdersted. Den 0,56 km² store helårs beboede hallig i Sydslesvig har et areal på ca. 60 ha. Befolkningen er på kun to personer. Administrativt hører øen til naboøen Pelvorm.
Mellem prilerne Faldybet (på tysk Fallstief) og Heveren formede der sig gennem tiltagende sedimentaflejringer i det 18. århundrede halligen Sydfald. Dens areal omfattede i 1804 ca. 240 ha, næsten det femdobbelte af det nuværende areal. Navnet fik halligen på grund af dens beliggenhed syd for Faldyb (Fallstief). Halligen tilhører delstaten Slesvig-Holsten. Den siden 1959 fredede hallig indgår i nationalparken Vadehavet, som i 2009 blev optaget i UNESCOs verdensarvsliste over bevaringsværdige områder.
På halligens eneste værft befinder der sig i dag et hus, en fuglestation og søredningsstation. En pril deler halligen i to dele. År 2000 flyttede ægteparret Gunda og Gonne Erichsen til halligen. Deres arbejde består i at holde opsyn med fuglelivet og vedligeholdelse af halligen. Fra maj til oktober er familien også beskæftiget med at beværte turisterne

## Natur
Tusinder af trækfugle raster hvert år på Sydfalds saltenge. Blandt de ca. 15 havfuglearter som ruger kan nævnes: Havterne, Stor præstekrave, hættemåge og strandskade. Et stort sand område med almindelig hjertemuslinger er et yndet område for dværgterner.

## Historie
De store stormfloder i det 14. århundrede, særlig Den Store Manddrukning i 1362 forvandlede Nordfrisland til et ø-rige. Den 11. oktober 1634 sønderdelte en kraftig stormflod (den såkaldte anden store manddrukning eller Burchardi-stormfloden) øen Strand i Edoms Herred i det nuværende øer Pelvorm, Nordstrand og halligen Nordstrand Mor. Også området af det nuværende Sydfald mistede land.
Alligevel boede der indtil 1825 endnu 12 familier på halligen. De levede af landbrug, fiskeri og strandtyveri. Men under stormfloden den 4. februar 1825 druknede næsten alle indbyggere og alle tre værfter blev ødelagt. 1828 blev det nuværende værft indrettet, og i den følgende tid skiftede halligen flere gange ejere. Efter den anden slesvigske krig 1864 blev Sydfald en del af Tyskland, før tilhørte halligen Hertugdømmet Slesvig, som var et dansk lensområde.
I 1910 erhvervede grevinde Diana von Reventlow-Criminil Sydfald og levede der indtil hun døde i 1954. Da grevinden flyttede ind i sit hus på hallig Sydfald medbragte hun en kusk, en guvernante, en tjenestepige og en kok og også heste og hunde. Hun holdt meget af sine dyr og tilbragte f.eks. i en alder af over 70 år en stormflodsnat i stalden ved sine heste, stående i vand til hoften.
I mellemkrigstiden besøgte Rungholt-forskeren Andreas Busch fra Nordstrand ofte grevinden, der støttede Rungholt-forskningen. I 1921 opdagede Andreas Busch i vadehavet i nærheden af Sydfald resterne af et sluseanlæg. Han kortlagde området og fandt kulturspor som brønde, marker, veje og grave. På grund af disse fund formodes det, at Rungholt har ligget der fra det 13. til det 14. århundrede.
Diana von Reventlow-Criminils arvinger solgte 1954 Sydfald til delstaten Slesvig-Holsten, og siden 1957 har naturbeskyttelsesforeningen "Verein Jordsand" haft opsynet med øens natur. Fra 1955 til 2000 forpagtede familien Dethleffsen øen. Samme år overtog Gunda Erichsen med familie stillingen som øboer og opsynet med den. 2005 fik Sydfald en ny rensningsbrønd med fire kamre.
Stormfloder hærgede stadig halligen og reducerede dens areal i 1960erne til kun ca. 60 hektar. Flere forstærkninger af kystbefæstningen betyder at halligens areal ikke formindskes i fremtiden.

## Trafik
Sydfald kan nås til fods eller med hestevogn fra Nordstrand med Nationalparkens godkendte turledere. Om sommeren sejler der ca. tre gange om ugen turbåde fra naboøen Pelvorm til Sydfald.

## Galleri
- Kort over arkæologiske fundsteder ved Sydfald
- Luftfoto af halligen
- Øens eneste værft
- Værftet med blomstrende hindebæger
- På vej til halligen ved lavvande (ebbe)
- Krabbekutter ved Sydfald